# これから配信はじめます
『これから配信はじめます』（これからはいしんはじめます）は、2024年3月9日（8日深夜）から3月30日（29日深夜）までテレビ東京系列の「ドラマ25」枠にて放送されたテレビドラマ。主演は、第1話に松井愛莉、第2話に加藤史帆（日向坂46）、第3話に小笠原海（超特急）と堀家一希、第4話に池田鉄洋。略称は「配はじ」。
「ライブ配信」を題材に、配信に集うライバーとリスナーを双方向から描いたオリジナルのオムニバスドラマ。       

## キャスト

### 主要人物

#### 第1話
桂木美緒（かつらぎ みお）
演 - 松井愛莉（第2話）（幼少期: 戸簾愛）
国立市役所勤務。社会人1年目。本当の気持ちをなかなか表に出せない。

#### 第2話
かすみ
演 - 加藤史帆（日向坂46）（第1話）（幼少期: 天野叶愛）
大人気の脱力系ライバー。配信ではお嬢様を装っていたが、実際には生活にもかなり困っている「超庶民」。

#### 第3話
木之本光（きのもと ひかる）/ キラ
演 - 小笠原海（超特急）（第2話）
アパレル会社勤務のサラリーマン。ライブ配信ではメイク系ライバーとして人気のキラ。
水戸匠（みと たくみ）
演 - 堀家一希
推しであるキラのリスナー。アパレル会社のプレス担当。光がキラとは知らずに職場で同じグループになる。

#### 最終話
桂木祐介（かつらぎ ゆうすけ）
演 - 池田鉄洋（第1話）
美緒の父親。ライブ配信をきっかけに、不器用ながらも優しく美緒と向きあっていく。

### ゲスト

#### 第1話
岩田千春
演 - 梶原ひかり（幼少期: 静莉子）（最終話）
美緒の友人。
飯田しずく
演 - 三原羽衣(第2話）
美緒の同僚。
江口
演 - 小野寺ずる(第2話）
美緒の同僚。
美緒の友人
演 - 赤松美音、和田葵
小学校時代の友人。

#### 第2話
幼少期のかすみの母
演 - 福田温子
近所の女の子
演 - 大井希心
綺麗な靴を履いているのに新しい靴を母親にねだっており、ボロボロのズック靴を履いたかすみが羨ましそうに見る。
女の子の母親
演 - うえのやまさおり

#### 第3話
取引先の社長
演 - 大高洋夫
化粧品の容器などを製作する会社「KATSUSHIKA」の社長。急遽、イベントのモデルをすることになる。
福士治
演 - 山口森広
光と匠たちの上司。「作業着の枠を超えたかっこいい作業着」という企画で2人を同じグループにする。
桜井洋二
演 - 若林司
匠の職場での友人。
イベントのモデル
演 - ナターリヤL
高速道路で事故に巻き込まれて来れなくなってしまう。

#### 最終話
早乙女綾子
演 - 玉井らん
妊婦。よろめいたところを祐介に支えられるが、その時に祐介の持っていたパンダの人形が綾子の紙袋に紛れ込んでしまう。

## スタッフ
- 脚本 - 下亜友美、我人祥太[3]
- 音楽 - 小山絵里奈[3]
- 主題歌 - ねぐせ。「めちゃくちゃ好きな人を愛すように世界を愛して！」（Ki/oon Music）[14]
- 監督 - 熊坂出[1]
- プロデューサー - 正井彩夏（テレビ東京）、佐々木梢（PROTX）[3]
- 企画協力 - 猿人｜ENJIN TOKYO[3]
- 制作協力 - DeNA[3]
- 制作 - テレビ東京、PROTX[3]
- 製作著作 - 「これから配信はじめます」製作委員会[3]

## 放送日程
| 話数   | 放送日  | サブタイトル                        | 脚本     |
| ------ | ------- | ----------------------------------- | -------- |
| 第1話  | 3月09日 | 言いたいことが言える魔法が欲しい    | 下亜友美 |
| 第2話  | 3月16日 | なりたい自分に、なれる魔法を        | 我人祥太 |
| 第3話  | 3月23日 | 配信のためなら俺はなんでもする      | 下亜友美 |
| 最終話 | 3月30日 | 魔法は使えない、でも奇跡はあるんだ! | 下亜友美 |

- 第2話は「テレ東SDGsウイーク」に伴い『ワールドビジネスサテライト』が10分拡大されたため10分繰り下げ、1:02 - 1:33に放送。

## 放送局
| 放送期間                | 放送時間                     | 放送局         | 対象地域       | 備考   |
| ----------------------- | ---------------------------- | -------------- | -------------- | ------ |
| 2024年3月9日 - 3月30日  | 土曜 0:52 - 1:23（金曜深夜） | テレビ東京     | 関東広域圏     | 製作局 |
|                         |                              | テレビ大阪     | 大阪府         |        |
|                         |                              | テレビ愛知     | 愛知県         |        |
|                         |                              | テレビせとうち | 岡山県・香川県 |        |
|                         |                              | テレビ北海道   | 北海道         |        |
|                         |                              | TVQ九州放送    | 福岡県         |        |
| 2024年5月28日 - 6月18日 | 火曜 0:00 - 0:30（月曜深夜） | BSテレ東       | 全国           |        |

### ネット配信
| 配信開始月 | 配信サイト         | 配信料金     | 備考           |
| ---------- | ------------------ | ------------ | -------------- |
| 2024年3月  | ネットもテレ東     | 広告付き無料 | 見逃し配信     |
| 2024年3月  | TVer               | 広告付き無料 | 見逃し配信     |
| 2024年3月  | U-NEXT             | 定額制有料   | 独占見放題配信 |
| 2024年3月  | Amazon Prime Video | 定額制有料   | 独占見放題配信 |